# Ischnodemus sabuleti

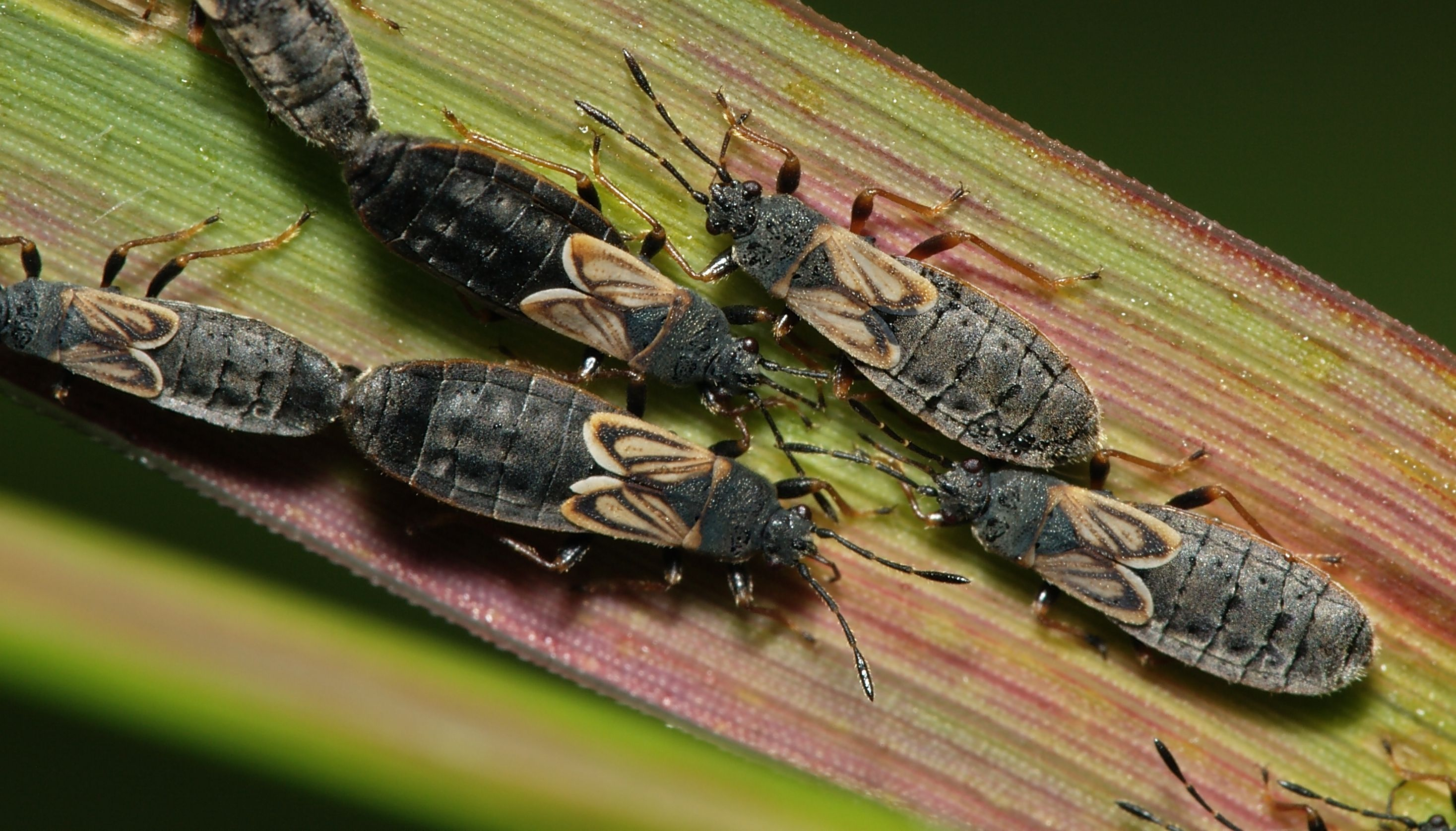
Mehrere microptere Imagines bei der Paarung

Ischnodemus sabuleti, auch Dünen-Schmalwanze genannt, ist eine Wanze aus der Familie der Schmalwanzen (Blissidae).

## Merkmale
Die Wanzen werden 4,1 bis 5,9 Millimeter lang und haben eine schwarze Grundfarbe. Der Hinterrand des Pronotums, Teile der Hemielytren, die Schienen (Tibien) und Tarsen, sowie die Spitzen der Schenkel (Femora) sind gelbbraun gefärbt. Bei der Art ist ein Flügeldimorphismus ausgeprägt; es gibt makroptere (voll geflügelte) Individuen und solche, deren Flügel micropter (verkürzt) sind.

## Verbreitung und Lebensraum
Die Art ist fast in ganz Europa verbreitet und fehlt nur im hohen Norden. Sie kommt außerdem bis ins westliche Nordafrika und weiter östlich durch Osteuropa bis nach Sibirien und in den Kaukasus vor. Sie ist in Deutschland weit verbreitet und stellenweise häufig. Im Süden ist sie seltener als im Norden. In Österreich tritt sie nur im Osten auf.
Man findet die Tiere im Küstenbereich an Strandhafer (Ammophila), Quecken (Elymus) und anderen Dünengräsern, in Feuchtgebieten im Landesinneren besonders an Schwaden (Glyceria), weniger häufig auf Glanzgräsern (Phalaris), Phragmites oder Rohrkolben (Typha). Gelegentlich findet man die Tiere auch an sonnigen, trockenen Standorten im Landesinneren, wo sie dann z. B. an Reitgräsern (Calamagrostis) leben. Die Nymphen und Imagines sitzen in der Regen auf der Unterseite der Blattscheiden, wobei die Imagines auch höher auf die Halme klettern.

## Entwicklung
Die Art benötigt zwei Jahre für ihre Entwicklung. Die Paarung und anschließende Eiablage der überwinternden adulten Tiere erfolgt Ende Mai bis Anfang Juli. Die Nymphen erreichen bis zum Spätherbst das dritte bis fünfte Stadium und überwintern ebenso. Ab ca. Juli des nächsten Jahres häuten sich die Nymphen zur Imago. Die Imagines sind auch noch bei niedrigeren Temperaturen im Winter aktiv.

## Belege